# Summit Camp
Summit Camp, inaczej Summit Station – całoroczna amerykańska stacja polarna położona w pobliżu szczytu lądolodu grenlandzkiego. Leży na wysokości 3216 m n.p.m.

## Położenie
Stacja leży na terenie Parku Narodowego Grenlandii; około 360 km od wschodniego wybrzeża Grenlandii, 500 km od zachodniego wybrzeża. 200 km na południowy zachód od stacji znajduje się nieczynna stacja Eismitte. Najbliższym miastem jest Ittoqqortoormiit, położone 460 km na południowy wschód. Współrzędne Summit Camp to 72°34′44.10″N 38°27′34.56″W. 
W latach 2008–2018 wysokość powierzchni śniegu na stacji wzrastała w tempie średnio 1,9 cm na rok.

## Klimat
Na stacji występuje klimat polarny, w żadnym miesiącu średnia temperatura nie przekracza 0 °C. Średnia maksymalna temperatura w dzień wynosi -35 °C w zimie i -10 °C w lecie. Minimalne temperatury w nocy wynoszą średnio -45 °C, rzadko przekraczają -20 °C. Najwyższa zarejestrowana temperatura na stacji wyniosła 2,2 °C. Odnotowano ją 13 lipca 2012 oraz 28 lipca 2017; Najniższa temperatura na stacji wynosiła -63,3 °C, 21 lutego 2002. 6 lipca 2017 zarejestrowano najniższą temperaturę w lipcu na półkuli północnej -33,0 °C. 14 sierpnia 2021 pierwszy raz na stacji wystąpił deszcz.
| Miesiąc                              | Sty   | Lut   | Mar   | Kwi   | Maj   | Cze   | Lip   | Sie   | Wrz   | Paź   | Lis   | Gru   |
| ------------------------------------ | ----- | ----- | ----- | ----- | ----- | ----- | ----- | ----- | ----- | ----- | ----- | ----- |
| Rekordy maksymalnej temperatury [°C] | -11.7 | -11.0 | -12.8 | -1.2  | -1.4  | 1.8   | 2.2   | 0.9   | 0.1   | -5.5  | -7.1  | -13.1 |
| Średnie temperatury w dzień [°C]     | -36   | -38   | -32   | -29   | -19   | -11   | -11   | -14   | -22   | -28   | -28   | -36   |
| Średnie dobowe temperatury [°C]      | -43   | -42   | -41   | -33   | -23   | -15   | -13   | -16   | -26   | -34   | -36   | -40   |
| Średnie temperatury w nocy [°C]      | -48   | -46   | -45   | -40   | -30   | -19   | -15   | -21   | -29   | -39   | -42   | -48   |
| Rekordy minimalnej temperatury [°C]  | -61.2 | -63.3 | -61.2 | -57.3 | -47.4 | -37.5 | -33.0 | -39.2 | -46.0 | -51.4 | -60.0 | -69.6 |
| Źródło:                              |       |       |       |       |       |       |       |       |       |       |       |       |

## Transport

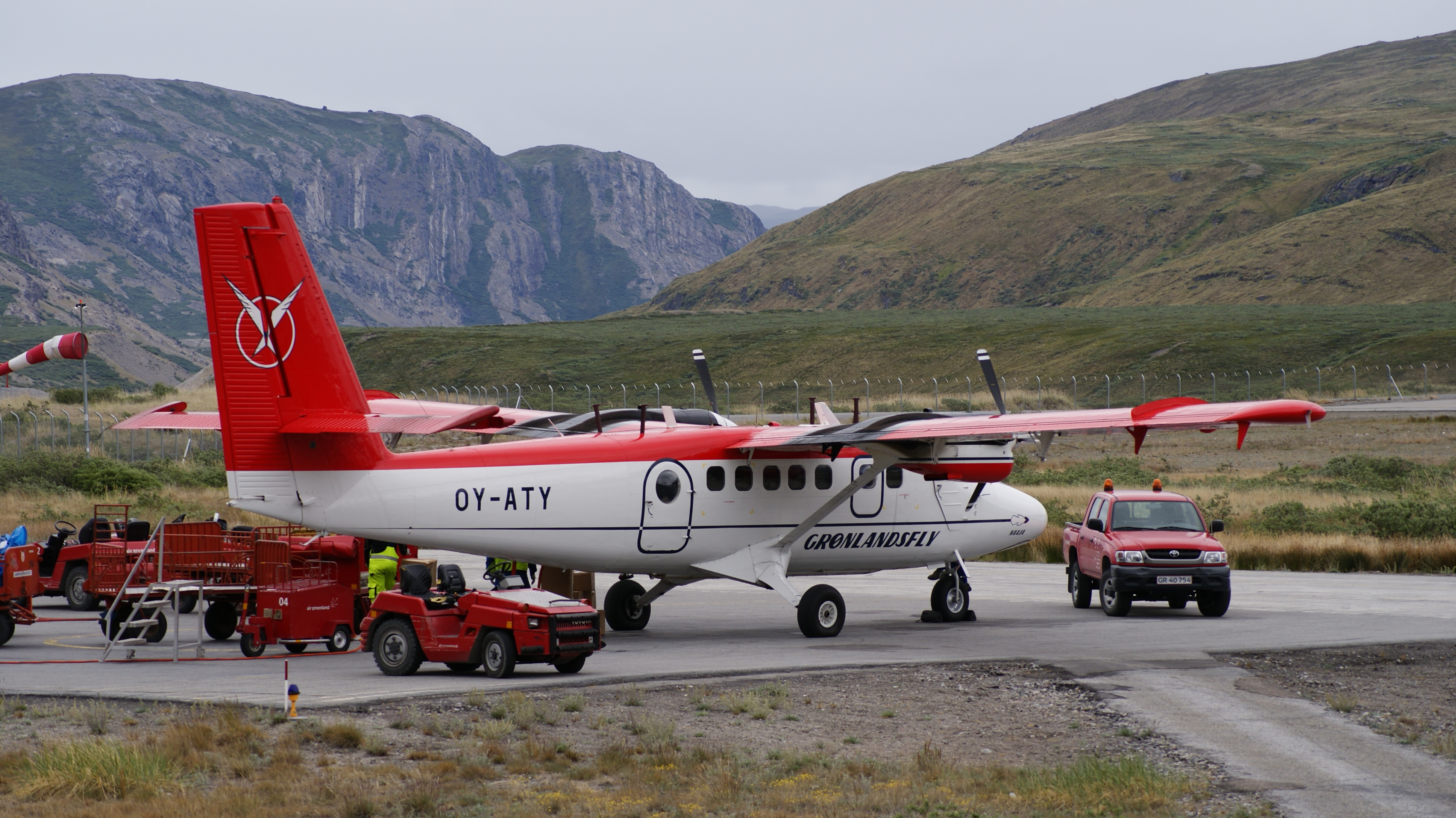
Samolot linii Air Greenland z zaopatrzeniem na lotnisku w Kangerlussuaq

Na stacji znajduje się nieutwardzony pas startowy o wymiarach 4572 na 60 m. W lecie odbywają się regularne loty między stacją a portem lotniczym Kangerlussuaq samolotem LC-130 Hercules. Zimą kontakt ze stacją jest utrudniony, odbywają się nieregularne loty mniejszymi samolotami z podwoziem nartowym, takimi jak Twin Otter obsługiwany przez linię lotniczą Kenn Borek Air.